# 7373 Stashis
7373 Stashis este un asteroid din centura principală de asteroizi.

## Descriere
7373 Stashis este un asteroid din centura principală de asteroizi. A fost descoperit pe 27 august 1979 la Observatorul de Astrofizică din Crimeea de Nikolai Cernîh. El prezintă o orbită caracterizată de o semiaxă mare de 3,16 ua, o excentricitate de 0,17 și o înclinație de 1,5° în raport cu ecliptica.